# 김민정 (바둑 기사)
김민정(金旼柾, 2000년 10월 7일 ~ )은 대한민국의 바둑 기사이다.

## 약력
대구 출신으로 언니와 함께 바둑교실에 다니며 처음 바둑을 접했고 장수영 바둑 도장에서 바둑을 배웠다. 이춘규, 박영롱 사범의 지도를 받았다. 한국기원 연구생 생활을 거쳐 2016년 장혜령과 함께 제45회 여자입단대회를 통해 입단했다. 2017년 제5기 합천군 초청 하찬석 국수배 영재바둑대회 16강과 2018년 제6기 하찬석국수배 영재바둑대회 본선 16강에 진출했다. 2022년에 2단으로 승단했다.